# Озеро Борове
О́зеро Борове́ — ботанічний заказник місцевого значення в Україні. Об'єкт природно-заповідного фонду Харківської області. 
Розташований у межах Зміївського району Харківської області, між селами Лиман і Черкаський Бишкин. 
Площа — 35,39 га. Статус присвоєно згідно з рішенням облради від 23.12.2003 року, від 29.11.2009 року № 1422-V. Перебуває у віданні ДП «Зміївське лісове господарство» (Задонецьке л-во, кв. 168, вид. 7—17). 
Статус присвоєно для збереження місць зростання болотних рослинних угруповань з участю бореальних елементів флори. Трапляються подушки білого моху (видів роду сфагнум), на яких росте комахоїдна рослина — росичка круглолиста.